# Сињац
Сињац је насеље у Србији у општини Бела Паланка у Пиротском округу. Према попису из 2022. године било је 92 становника (према попису из 1991. било је 380 становника).
У близини Сињца пролази државни пут I реда М1.12, који је део источког крака коридора 10 у Србији, од Ниша ка Димитровграду. Сињац је удаљен од Пирота 19 км и поред насеља се налази одмориште.
У Сињцу се налази манастир посвећен Светом Николи, познат као Сињачки манастир који је осликан фрескама 1618. године. Манастир је данас под заштитом државе као споменик културе. У атру села налази се и археолошко налазиште у коме су откривене гробнице из Гвозденог доба, као и остаци насеља из Каменог доба које је припадало Старчевачкој култури. Такође су откривени остаци села Сињац из 17. и 18. века.

## Демографија
У насељу Сињац живи 90 пунолетних становника, а просечна старост становништва износи 60,1 година (58,6 код мушкараца и 62,0 код жена). У насељу има 48 домаћинстава, а просечан број чланова по домаћинству је 1,92.
Ово насеље је углавном насељено Србима (према попису из 2002. године), а у последња три пописа, примећен је пад у броју становника.
|  |

| Демографија | Демографија | Демографија |
| Година      | Становника  | Становника  |
| ----------- | ----------- | ----------- |
| 1948.       | 1.086       |             |
| 1953.       | 1.043       |             |
| 1961.       | 830         |             |
| 1971.       | 673         |             |
| 1981.       | 503         |             |
| 1991.       | 380         | 380         |
| 2002.       | 241         | 244         |
| 2011.       | 202         |             |
| 2022.       | 92          |             |

| Етнички састав према попису из 2002.‍ | Етнички састав према попису из 2002.‍ | Етнички састав према попису из 2002.‍ | Етнички састав према попису из 2002.‍ | Етнички састав према попису из 2002.‍ |
| ------------------------------------ | ------------------------------------ | ------------------------------------ | ------------------------------------ | ------------------------------------ |
|                                      |                                      |                                      |                                      |                                      |
| Срби                                 | Срби                                 |                                      | 209                                  | 86,72%                               |
| Роми                                 | Роми                                 |                                      | 31                                   | 12,86%                               |
| Мађари                               | Мађари                               |                                      | 1                                    | 0,41%                                |
| непознато                            | непознато                            |                                      | 0                                    | 0,0%                                 |

| Година пописа     | 1948. | 1953. | 1961. | 1971. | 1981. | 1991. | 2002. |
| ----------------- | ----- | ----- | ----- | ----- | ----- | ----- | ----- |
| Број домаћинстава | 167   | 183   | 195   | 189   | 173   | 156   | 109   |

| Број чланова      | 1  | 2  | 3  | 4  | 5 | 6 | 7 | 8 | 9 | 10 и више | Просек |
| ----------------- | -- | -- | -- | -- | - | - | - | - | - | --------- | ------ |
| Број домаћинстава | 35 | 47 | 10 | 10 | 2 | 3 | 2 | 0 | 0 | 0         | 2,21   |

| Пол    | Укупно | Неожењен/Неудата | Ожењен/Удата | Удовац/Удовица | Разведен/Разведена | Непознато |
| ------ | ------ | ---------------- | ------------ | -------------- | ------------------ | --------- |
| Мушки  | 109    | 21               | 72           | 14             | 2                  | 0         |
| Женски | 110    | 11               | 72           | 26             | 1                  | 0         |
| УКУПНО | 219    | 32               | 144          | 40             | 3                  | 0         |

| Пол    | Укупно                    | Пољопривреда, лов и шумарство | Рибарство                            | Вађење руде и камена | Прерађивачка индустрија       |
| ------ | ------------------------- | ----------------------------- | ------------------------------------ | -------------------- | ----------------------------- |
| Мушки  | 46                        | 22                            | 0                                    | 0                    | 14                            |
| Женски | 23                        | 18                            | 0                                    | 0                    | 3                             |
| УКУПНО | 69                        | 40                            | 0                                    | 0                    | 17                            |
| Пол    | Производња и снабдевање   | Грађевинарство                | Трговина                             | Хотели и ресторани   | Саобраћај, складиштење и везе |
| Мушки  | 0                         | 4                             | 3                                    | 0                    | 0                             |
| Женски | 0                         | 0                             | 0                                    | 0                    | 0                             |
| УКУПНО | 0                         | 4                             | 3                                    | 0                    | 0                             |
| Пол    | Финансијско посредовање   | Некретнине                    | Државна управа и одбрана             | Образовање           | Здравствени и социјални рад   |
| Мушки  | 1                         | 0                             | 0                                    | 0                    | 0                             |
| Женски | 0                         | 0                             | 0                                    | 2                    | 0                             |
| УКУПНО | 1                         | 0                             | 0                                    | 2                    | 0                             |
| Пол    | Остале услужне активности | Приватна домаћинства          | Екстериторијалне организације и тела | Непознато            | Непознато                     |
| Мушки  | 0                         | 0                             | 0                                    | 2                    | 2                             |
| Женски | 0                         | 0                             | 0                                    | 0                    | 0                             |
| УКУПНО | 0                         | 0                             | 0                                    | 2                    | 2                             |